# 后带云斑蛛
后带云斑蛛（学名：Cyrtophora cicatrosa）为园蛛科云斑蛛属的动物。分布于斯里兰卡、印度、缅甸、西里伯、马六甲群岛以及中国大陆的云南、广东、海南等地，一般栖息于稻田埂边仙人掌丛。